# Las sergas de Esplandián
Las sergas de Esplandián (Les gestes d'Esplandián) és un llibre de cavalleries escrit per Garci Rodríguez de Montalvo, publicat a Sevilla al juliol de 1510, sent el cinquè llibre de la sèrie Amadís de Gaula.